# Мамедов, Айдын Юсиф оглы
Айдын Юсиф оглы Мамедов (азерб. Aydın Yusif oğlu Məmmədov; 15 мая 1932, Кяпанакчи, Болнисский район — 1 ноября 2022) — советский государственный и политический деятель.

## Биография
Родился в 1932 году в селе Капанакчи Марнеульского района Грузинской ССР. В 1956 году окончил Азербайджанский политехнический институт.
Член КПСС с 1958 года.
В 1956—1994 гг.:
- первый секретарь Сумгаитского горкома комсомола,
- второй, первый секретарь ЦК ЛКСМ Азербайджана,
- слушатель Высшей партийной школы при ЦК КПСС
- аспирант Академии общественных наук,
- 1964—1968 — заместитель министра просвещения республики,
- 1968—1971 — первый секретарь Октябрьского райкома КП Азербайджана,
- 1971—1981 — председатель исполкома Бакинского городского Совета депутатов трудящихся,
- 1981—1983 — первый секретарь Мингечевирского горкома КП Азербайджана,
- 1983—1988 — министр бытового обслуживания населения Азербайджанской ССР.
- с 12 декабря 1988 года председатель Комитета народного контроля Азербайджанской ССР
- 1991—1992 — председатель республиканского хозрасчётного торговогообъединения «Азербинторг» при Кабинете Министров Азербайджанской Республики
- 1990—1994 — председатель республиканского Совета профсоюзов.

Избирался депутатом Верховного Совета Верховного Совета Азербайджанской ССР 8—11-го созывов. Депутат Верховного Совета Азербайджанской ССР 12 созыва и ВС Республики Азербайджан (1990-1993).
Умер 1 ноября 2022 года.